# 알폰소 12세
알폰소 12세(Alfonso XII, 1857년 11월 28일 ~ 1885년 11월 25일)는 스페인의 국왕이자 1차 스페인 공화국을 통치했던 수반이다. 왕정 복고가 이뤄지면서 등극한 첫 왕이다. 본명은 알폰소 프란시스코 페르난도 피오 후안 데 마리아 델라 콘셉시온 그레고리오 펠라요 데 보르본 이 보르본(Alfonso Francisco Fernando Pío Juan de María de la Concepción Gregorio Pelayo de Borbón y Borbón)이다.
이사벨 2세의 아들이었으며 전해진 바에 따르면 아버지는 카디즈 공작 프란시스코이다. 하지만 부계 혈통은 오랫동안 논란의 여지로 남아 있었으며 일부에서는 혼외 태생을 주장하는 입장도 있다. 가장 유력한 부계 혈통으로는 왕실 군대를 지휘하던 엔리케 푸이그몰토나 토레의 공작이던 프란시스코 세라노이다.

## 생애

### 추방
어머니 이사벨 2세 여왕은 1868년 혁명으로 인해 망명하면서 당시 어렸던 알폰소 12세와 함께 파리로 피신했다. 그곳에 머물면서 다시 어린 왕자는 빈으로 가 공부하게 됐다. 1870년 6월 25일 부유한 스페인 귀족들이 여왕에게 찾아와 계속된 복고를 요청하게 되면서 왕자는 다시 여왕의 곁으로 돌아와 알폰소 12세라는 왕호를 갖게 됐다.
정식으로 스페인에 돌아오지는 못했으므로 그는 영국으로 떠나 왕실 군학교에서 군 관련 공부를 시작했다. 1874년 12월 1일 그는 자신을 따르던 추종자들에 대한 확답으로 자신이 유일한 스페인 왕국의 혈통이며 적법자임을 발표했다. 그해 말 시민 전쟁으로 왕명을 받들던 군이 승리하면서 그는 스페인으로 돌아올 채비를 했다.

### 귀국
새로운 왕 알폰소 12세는 마드리드에 바르셀로나, 발렌시아를 거쳐 입성했다.(1875년) 이듬해 왕과 대치하던 카를로스 주의자와의 분쟁으로 기수에 서 있던 돈 카를로스 공작을 죽이고 왕권을 다졌다.
1878년 1월 23일 그는 사촌지간이던 몽팡시에 공작의 딸 마리아 데 라스 메르세데스 공주와 결혼했지만 그녀는 6개월 만에 세상을 떠났다. 그해 말에는 타라코나 출신의 한 젊은 노동자가 왕을 저격하려다 저지당했다.

## 자녀
1879년 11월 29일 알폰소는 상당히 먼 친척 관계던 오스트리아 대공 카를 페르디난트의 딸 마리아 크리스티나와 결혼했다. 신혼여행에서 돌아오는 찰나에도 한 요리사가 왕 부부를 사살하려 시도하였다. 부부는 1남 2녀를 두었다.
- 아스투리아스 여공 마리아 데 라스 메르세데스(1880년 9월 11일 ~ 1904년 10월 17일) : 부르봉 왕가의 샤를 왕자와 결혼
- 스페인 인판타 마리아 테레사 (1882년 11월 12일 ~ 1912년 9월 23일) : 바이에른의 왕자 페르디난드와 결혼
- 알폰소 13세(1886년 5월 17일 - 1941년 2월 28일) : 스페인 국왕(바텐베르크의 빅토리아 에우헤니아와 결혼)

## 죽음

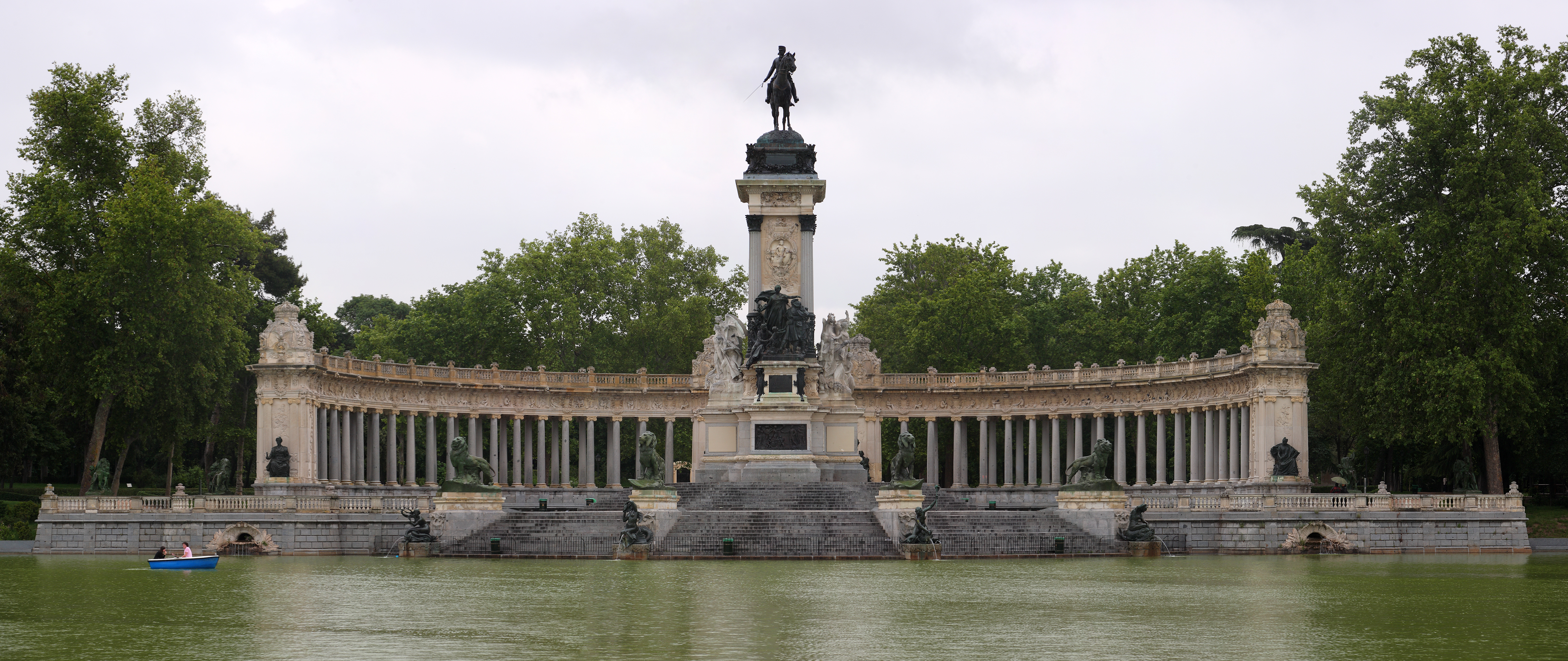
알폰소 12세를 기리는 기념비(마드리드)

1885년 28세의 젊은 나이에 그는 결핵으로 생을 마감했다. 아주 어린 나이에 재위했음에도 그는 통치에 있어 노련함을 잃지 않았으며 사람을 판단하는 능력이 뛰어났기에 추방의 상황에도 다시 돌아와 고국의 왕위를 이어나갈 수 있었다. 또한 사망한 해까지 국민들을 직접 찾아다니며 기근과 질병에 힘겨워하던 백성들에 다가갔다. 당시에는 스페인 전역에 콜레라가 유행한데다 지진으로 모든 농토와 소규모 촌락이 황폐화된 상태였다.
그는 통치에 있어 어느 쪽의 의견에도 치우치지 않았으며 이용되지 않기 위해 자신의 권력을 철저히 지킨 군주였다. 짧은 통치 기간 동안 말년의 자연재해를 빼고서는 모든 상황이 안정돼 국내는 물론 대외 경제로 인한 부가 축적됐으며 왕실 재정이 풍족해졌다. 미국 스페인 전쟁을 겪으면서도 스페인이 모든 혁명세력에 초토화되지 않은 이유는 그가 생전에 재구축했던 행정 및 군사제도 때문이라고 여겨진다.